# Čeřínecká vrchovina
Čeřínská vrchovina je geomorfologický okrsek tvořící součást Humpolecké vrchoviny, v jejíž jihovýchodní části se nachází. Vrchovina nese název podle svého nejvyššího bodu, vrchu Čeřínek (762 m n. m.), který stojí 0,7 km severně od vsi Hutě.
Tvoří ji pravidelná vyvýšenina kvádrovitého tvaru. Má plochý vrchol, na stranách ji omezují výrazné svahy. Skládá se z žul, na vrcholu se pak nacházejí žulové skalky a balvany. Kryogenní tvary jsou zastoupeny na kopcích Čertův hrádek (715 m n. m.), Přední skála (714 m n. m.) a Na skalce (703 m n. m.).
Vrchovinu pokrývají souvislé smrkové lesy s bukem, jedlí a modříny.